# Descompresión descontrolada
La descompresión descontrolada es una caída no planificada en la presión de un sistema de sellado, como una cabina de avión, y resulta típicamente de errores humanos, fatiga de materiales, errores de ingeniería o impactos, evitados por depósito bajo presión para dar curso a bajadas de presión ambiente o sin presión en absoluto.
La descompresión puede ser clasificada como explosiva, rápida o lenta:
- La descompresión explosiva (ED en inglés) es violenta, la descompresión es demasiado rápida para la salida del aire de forma segura desde los pulmones.
- La descompresión rápida, mientras que sigue siendo rápido, es bastante lenta como para permitir que los pulmones se ventilen.
- La descompresión lenta o gradual se produce tan lentamente que no puede ser detectada antes de sufrir de hipoxia.

## Descripción
El término descompresión descontrolada aquí se refiere a la despresurización no planificada de depósitos que son ocupados por personas. Por ejemplo, una cabina de avión a gran altitud, una nave espacial, o una cámara hiperbárica. Por la falla catastrófica de otros recipientes a presión utilizados para contener gas, líquidos, o reactivos bajo presión, el término explosión es más comúnmente utilizado, u otros términos especializados como el BLEVE puede aplicarse a situaciones particulares.
La descompresión puede ocurrir debido a un fallo estructural del depósito de presión, o el fracaso del sistema de compresión.
La velocidad y violencia de la descompresión se ve afectada por el tamaño del depósito de presión, la presión diferencial entre el interior y el exterior del recipiente y el tamaño del agujero de fuga.
La Administración Federal de Aviación reconoce tres tipos diferentes de eventos de descompresión en los aviones:
- Descompresión explosiva
- Descompresión rápida
- Descompresión gradual

### Descompresión explosiva
La descompresión explosiva se produce a una velocidad más rápida en el que el aire puede escapar de los pulmones, típicamente en menos de 0,1 a 0,5 segundos. El riesgo de trauma pulmonar es muy alto, como también está el peligro de los objetos peligrosos que comprenden los proyectiles por las fuerzas explosivas, que pueden compararse a una detonación de bomba.
Después de una descompresión explosiva dentro de una aeronave, inmediatamente aparece una niebla espesa en el interior como en la humedad relativa del aire de la cabina rápidamente cambia a medida que el aire se enfría y se condensa . Los pilotos militares con máscaras de oxígeno deben respirar con presión, de manera que los pulmones se llenan de aire cuando está relajado, y el esfuerzo que debe ser ejercido para expulsar el aire de nuevo.

### Accidentes aéreos más destacados por descompresión explosiva
- Vuelo 243 de Aloha Airlines

### Descompresión rápida
La descompresión rápida toma típicamente más de 0,1 a 0,5 segundos, permitiendo que los pulmones se descompriman más rápidamente que la cabina. El riesgo de daños a los pulmones todavía está presente, pero significativamente reducido en comparación con descompresión explosiva.

### Descompresión lenta

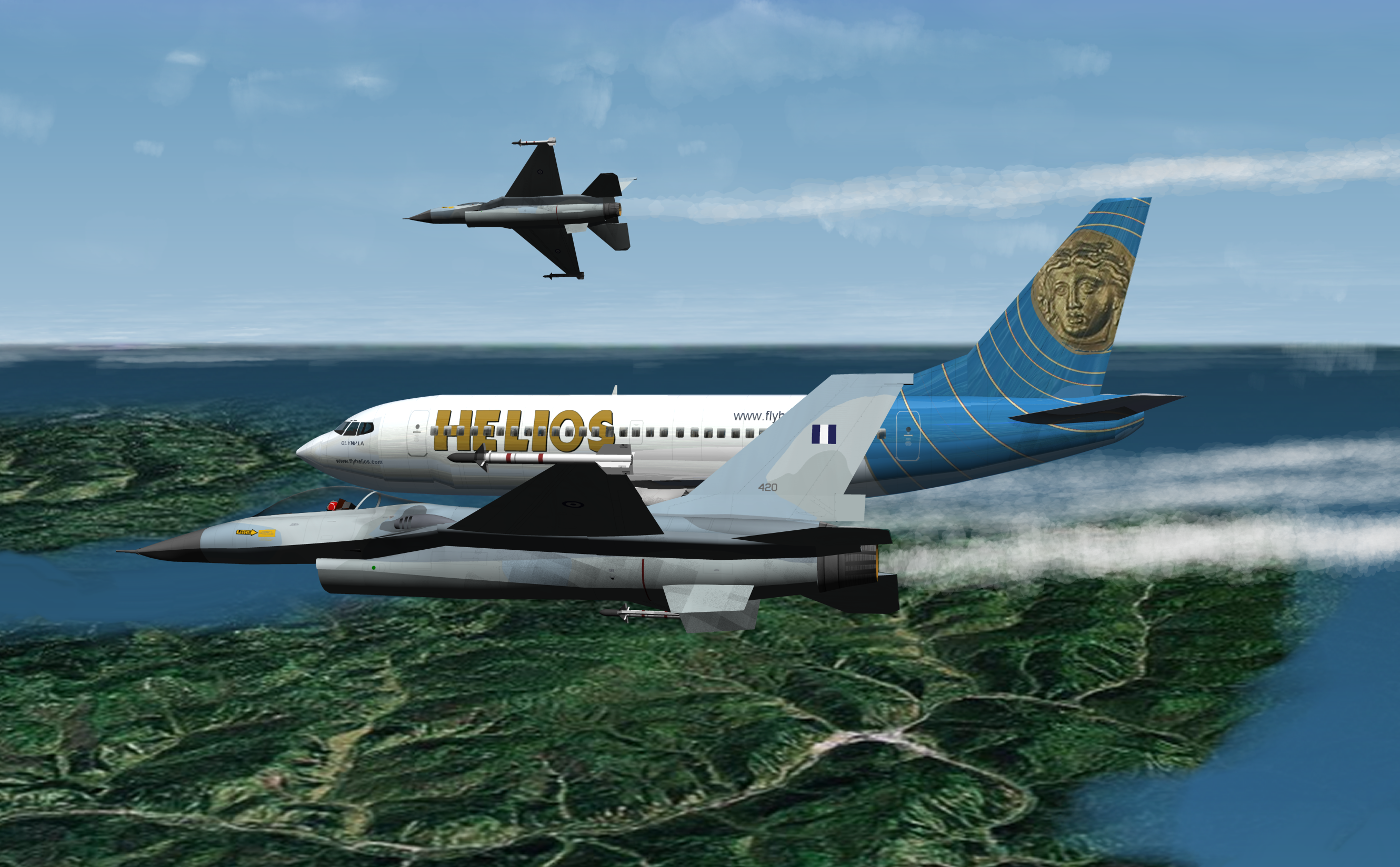
Recreación de dos cazas griegos F-16 inspeccionando el vuelo 522 de Helios Airways en el aire.

La descompresión lenta o gradual durante un vuelo, se produce cuando es lo suficientemente lenta como para pasar desapercibida y sólo puede ser detectada por los instrumentos. Este tipo de descompresión también puede ocurrir a partir de un error de presurización en una aeronave que asciende en altitud. Un ejemplo de esto es el accidente del vuelo 522 de Helios Airways, en la que el servicio de mantenimiento dejó el sistema de presurización en modo manual, y los pilotos no comprobaron el sistema de presurización y al ascender sufrieron una pérdida de conocimiento (así como la mayoría de los pasajeros y tripulación) debido a la hipoxia (falta de oxígeno), el avión continuó volando gracias al piloto automático y finalmente se estrelló por agotamiento del combustible, tras salirse de su ruta de vuelo. A este tipo de accidentes aéreos se los conoce como "Vuelo fantasma".
Accidentes aéreos más destacados por descompresión lenta
- Accidente del Learjet en Dakota del Sur de 1999
- Accidente del Beechcraft King Air en Australia de 2000
- Vuelo 522 de Helios Airways
- Accidente del Cessna 551 en el Mar Báltico

## Cabinas a presión y pruebas
Los sellados de alta presión en los depósitos también son susceptibles a la descompresión explosiva, se utilizan juntas tóricas o de estanqueidad de caucho para sellar tuberías a presión que tienden a saturarse con gases de alta presión. Si la presión dentro del recipiente es liberada súbitamente, entonces los gases dentro de la junta de goma se pueden expandir violentamente, causando ampollas o explosiones de materiales. Por ello, es común para los equipos militares e industriales ser sometidos a una prueba de descompresión explosiva antes de certificarlos como seguros para su uso.

## Mitos

### La exposición a un vacío hace que el cuerpo explote
Este mito persistente se basa en una falta de distinción entre dos tipos de descompresión: la primera, desde la presión atmosférica normal (una atmósfera) a un vacío (cero atmósferas), y el segundo, a partir de una presión excepcionalmente alta (muchas atmósferas) hasta la presión atmosférica normal.
El primer tipo, un cambio repentino de la presión atmosférica normal a un vacío, que es la más común. La investigación en exploración espacial y aviación a alta altitud han demostrado que mientras la exposición al vacío causa inflamación, la piel humana es suficientemente fuerte como para soportar la caída de una atmósfera aunque la hipoxia resultante causa inconsciencia después de unos pocos segundos. También es posible que el barotrauma pulmonar se produzca si se fuerza la respiración.
El segundo tipo es poco común, ya que la única situación normal en la que se puede producir durante la descompresión es después del buceo. De hecho, sólo hay una única aparición bien documentada: el incidente de Byford Dolphin, en el que una caída de presión catastrófica de ocho atmósferas causó una explosión masiva e incluyendo el barotrauma letal. Una muerte similar pero ficticia se muestra en la película Licencia para matar, cuando el jefe de un personaje explota después de que su cámara hiperbárica es rápidamente despresurizada. Ninguno de estos incidentes hubiera sido posible si la caída de presión fuera sido sólo de una atmósfera normal a un vacío. 
En la película 2001: Una odisea del Espacio el astronauta David Bowman se somete durante unos segundos al vacío del espacio exterior. 

### Los agujeros de bala no causan descompresiones explosivas
Los fuselajes de los aviones están diseñados con cuadernas armadas para evitar la fractura, el tamaño del agujero es uno de los factores que determina la velocidad de la descompresión, y un agujero de bala es demasiado pequeño para provocar una descompresión rápida o explosiva.

### Un pequeño agujero podría hacer expulsar a la gente de un fuselaje
El programa de televisión Mythbusters examinó esta creencia de manera informal con una aeronave presurizada y varias pruebas a gran escala. Las aproximaciones de Mythbusters sugieren que el diseño del fuselaje no permite que esto suceda.
La auxiliar de vuelo C.B. Lansing salió eyectada en el vuelo 243 de Aloha Airlines cuando una gran parte del techo de la cabina (aproximadamente 18 x 25 cm) se separó, el informe señala que fue barrida por la borda en lugar de ser aspirada a través del agujero. En un episodio de Mayday: catástrofes aéreas se señala que la “línea de desgarro” se supone que evita la pérdida de grandes partes del fuselaje. Trabajando a partir de las cuentas de los pasajeros (incluyendo un informe de las piernas de la auxiliar “desapareciendo por las nubes”), evidencias forenses, incluyendo fotografías de la NTSB y cálculos de estrés, los expertos especularon que la azafata fue succionada contra el agujero inicialmente abierto por una presión atmosférica de 10, de ahí que la falla del material fuera mucho mayor. Un ingeniero de corrosión considera que las correas lagrimales también podrían haber sido destrozadas por la corriente de aire a través del impacto del cuerpo de Lansing.

## Lesiones de descompresión
Las lesiones físicas siguientes pueden estar asociadas con incidentes de descompresión:
- Hipoxia es el riesgo más grave asociado a la descompresión, especialmente por lo que puede pasar desapercibido o incapacitar a la tripulación.[13][14][15][16]
- Barotrauma: una incapacidad para equilibrar la presión en los espacios de aire internos, como la oído medio o el aparato digestivo, o una lesión más grave, como una explosión pulmonar.[13]
- Síndrome de descompresión.[13][14][17][18]
- Traumatismo físico causados por la violencia de descompresión explosiva, que puede convertir a las personas y objetos sueltos en proyectiles.
- Mal de altura
- Congelación o hipotermia de la exposición a la congelación de aire frío en altura

## Accidentes e incidentes importantes involucrando descompresión
Los incidentes de descompresión no son infrecuentes en los aviones militares y civiles, con aproximadamente 40-50 eventos de descompresión rápida, se producen en todo el mundo anualmente. En la mayoría de los casos, el problema es relativamente manejable para la tripulación aérea. Por lo tanto, donde los pasajeros y el avión no sufren los efectos nocivos, los incidentes no suelen considerar importantes. Las lesiones resultantes de incidentes de descompresión son raros.
Los incidentes de descompresión no se producen únicamente en aviones, el incidente del Byford Dolphin es un ejemplo de descompresión explosiva violenta en un plataforma petrolífera. Un evento de descompresión es un efecto de un error causado por otro problema (como una explosión o colisión en el aire), pero el evento de descompresión puede empeorar el problema inicial.
| Suceso                                                       | Fecha | Aeronave o depósito bajo presión                         | Tipo de suceso      | Número de víctimas mortales/totales a bordo | Tipo de descompresión          | Causa |
| ------------------------------------------------------------ | ----- | -------------------------------------------------------- | ------------------- | ------------------------------------------- | ------------------------------ | --- |
| Vuelo 781 de BOAC                                            | 1954  | De Havilland Comet                                       | Accidente           | 35/35                                       | Descompresión explosiva        | Fatiga del metal |
| Vuelo 201 de South African Airways                           | 1954  | De Havilland Comet                                       | Accidente           | 21/21                                       | Descompresión explosiva        | Fatiga del metal |
| Vuelo 2 de TWA                                               | 1956  | Lockheed L-1049 Super Constellation                      | Accidente           | 70/70                                       | Descompresión explosiva        | Colisión en el aire |
| Accidente en 1961 de Yuba City B-52                          | 1961  | B-52 Stratofortress                                      | Accidente           | 0/8                                         | Descompresión gradual o rápida | (Indeterminado) |
| Accidente de la prueba del traje espacial del programa Apolo | 1966  | Traje espacial Apollo A7L (o posiblemente, un prototipo) | Accidente           | 0/1                                         | Descompresión rápida           | Error en el acoplamiento de la línea de oxígeno                                                                                             |
| Reentrada del Soyuz 11                                       | 1971  | Soyuz                                                    | Accidente           | 3/3                                         | Descompresión gradual          | Cabina dañada por la válvula de ventilación                                                                                                 |
| Vuelo 96 de American Airlines                                | 1972  | Douglas DC-10-10                                         | Accidente           | 0/67                                        | Descompresión rápida           | Error la compuerta de carga |
| Vuelo 27 de National Airlines                                | 1973  | Douglas DC-10-10                                         | Accidente           | 1/116                                       | Descompresión explosiva        | La tripulación encendió los circuitos de expulsión; motor con velocidad excesiva y se desintegró, saltaron piezas de fuselaje               |
| Vuelo 981 de Turkish Airlines                                | 1974  | Douglas DC-10-10                                         | Accidente           | 346/346                                     | Descompresión explosiva        | Error la compuerta de carga |
| Accidente del C-5 en Tan Son Nhut de 1975                    | 1975  | C-5 Galaxy                                               | Accidente           | 155/330                                     | Descompresión explosiva        | Mantenimiento inadecuado de las puertas traseras, error de la compuerta de carga                                                            |
| Vuelo 902 de Korean Air Lines                                | 1978  | Boeing 707                                               | Derribo intencional | 2/109                                       | Descompresión explosiva        | Abatido tras entrar en espacio aéreo prohibido sobre la Unión Soviética.                                                                    |
| Vuelo 163 de Saudia                                          | 1980  | Lockheed L-1011 TriStar                                  | Accidente           | 301/301                                     | Descompresión explosiva        | Explosión de una rueda (posible causa). |
| Vuelo 103 de Far Eastern Air Transport                       | 1981  | Boeing 737                                               | Accidente           | 110/110                                     | Descompresión explosiva        | Corrosión |
| Accidente de Byford Dolphin                                  | 1983  | Campana de buceo                                         | Accidente           | 5/6                                         | Descompresión explosiva        | Error humano, sin sistema a prueba de fallos en el diseño                                                                                   |
| Vuelo 007 de Korean Air Lines                                | 1983  | Boeing 747-230B                                          | Derribo intencional | 269/269                                     | Descompresión rápida           | Se disparó intencionalmente un misil aire-aire después de que la aeronave se extraviara en espacio aéreo prohibido sobre la Unión Soviética |
| Vuelo 123 de Japan Airlines                                  | 1985  | Boeing 747-SR46                                          | Accidente           | 520/524                                     | Descompresión explosiva        | Fallo estructural del mamparo de presión posterior                                                                                          |
| Vuelo 182 de Air India                                       | 1985  | Boeing 747-237B                                          | Atentado terrorista | 329/329                                     | Descompresión explosiva        | Explosión de una bomba en la zona de carga                                                                                                  |
| Incidente en 1985 de Alia                                    | 1985  | Lockheed L-1011 TriStar                                  | Incidente           | 0/?                                         | Descompresión rápida           | Incendio durante el vuelo en el mamparo de presión posterior                                                                                |
| Vuelo 5055 de LOT                                            | 1987  | Ilyushin Il-62M                                          | Accidente           | 183/183                                     | Descompresión rápida           | Error la turbina del motor |
| Vuelo 243 de Aloha Airlines                                  | 1988  | Boeing 737-297                                           | Accidente           | 1/95                                        | Descompresión explosiva        | Fatiga del metal |
| Vuelo 103 de Pan Am                                          | 1988  | Boeing 747-121                                           | Atentado terrorista | 259/259                                     | Descompresión explosiva        | Explosión de una bomba en la zona de carga                                                                                                  |
| Vuelo 811 de United Airlines                                 | 1989  | Boeing 747-122                                           | Accidente           | 9/355                                       | Descompresión explosiva        | Error la compuerta de carga |
| Vuelo 772 de UTA                                             | 1989  | McDonnell Douglas DC-10-30                               | Atentado terrorista | 170/170                                     | Descompresión explosiva        | Explosión de una bomba en la zona de carga                                                                                                  |
| Vuelo 5390 de British Airways                                | 1990  | BAC 1-11                                                 | Incidente           | 0/87                                        | Descompresión rápida           | Sujetadores incorrectos de los parabrisas utilizados                                                                                        |
| Vuelo 800 de TWA                                             | 1996  | Boeing 747-131                                           | Accidente           | 230/230                                     | Descompresión explosiva        | Explosión en el depósito de combustible que luego provocó la ruptura en vuelo del avión                                                     |
| Progress M-34                                                | 1997  | Spektr                                                   | Accidente           | 0/?                                         | Descompresión rápida           | Colisión durante el acoplamiento en órbita                                                                                                  |
| Vuelo 602 de Lionair                                         | 1998  | Antonov An-24RV                                          | Derribo intencional | 55/55                                       | Descompresión rápida           | Probablemente abatido por un MANPADS |
| Accidente del Learjet en Dakota del Sur de 1999              | 1999  | Learjet 35                                               | Accidente           | 6/6                                         | Descompresión gradual o rápida | (Indeterminado) |
| “Vuelo fantasma” de Australia                                | 2000  | Beechcraft Super King Air                                | Accidente           | 8/8                                         | Sospecha de descompresión      | (Indeterminado) |
| Incidente de Hainan Island                                   | 2001  | Lockheed EP-3                                            | Accidente           | 0/24                                        | Descompresión rápida           | Colisión en el aire |
| Vuelo 9755 de TAM                                            | 2001  | Fokker 100                                               | Accidente           | 1/82                                        | Descompresión rápida           | Ventana rota por metralla tras un fallo del motor                                                                                           |
| Vuelo 611 de China Airlines                                  | 2002  | Boeing 747-200B                                          | Accidente           | 225/225                                     | Descompresión explosiva        | Fatiga del metal |
| Vuelo 2937 de Bashkirian Airlines                            | 2002  | Tupolev Tu-154M                                          | Accidente           | 69/69                                       | Descompresión explosiva        | Colisión en el aire, el timón del otro avión rompió el tanque de combustible haciendo que estallara                                         |
| Vuelo 522 de Helios Airways                                  | 2005  | Boeing 737-31S                                           | Accidente           | 121/121                                     | Descompresión gradual          | El sistema de presurización quedó en manual durante todo el vuelo y los pilotos no lo revisaron                                             |
| Vuelo 536 de Alaska Airlines                                 | 2005  | McDonnell Douglas MD-80                                  | Incidente           | 0/142                                       | Descompresión rápida           | El operador de equipaje no reportó que el vehículo de carga abolló el fuselaje                                                              |
| Vuelo 30 de Qantas                                           | 2008  | Boeing 747-438                                           | Incidente           | 0/365                                       | Descompresión rápida           | El fuselaje se rompió por la explosión de un cilindro de oxígeno                                                                            |
| Vuelo 2294 de Southwest Airlines                             | 2009  | Boeing 737-300                                           | Incidente           | 0/131                                       | Descompresión rápida           | Fatiga del metal |
| Vuelo 812 de Southwest Airlines                              | 2011  | Boeing 737-300                                           | Incidente           | 0/123                                       | Descompresión rápida           | Fatiga del metal |
| Vuelo 1282 de Alaska Airlines                                | 2024  | Boeing 737 MAX 9                                         | Incidente           | 0/177                                       | Descompresión rápida           | Fallo de mantenimiento en una de las puertas                                                                                                |

## Implicaciones para el diseño de aeronaves
Las aeronaves modernas están diseñadas específicamente con vigas de refuerzo longitudinales y circunferenciales con el fin de evitar daños localizados de desgarro del conjunto del fuselaje durante un incidente de the Black Box. Sin embargo, los acontecimientos de descompresión pero , han demostrado ser fatales para las aeronaves. En 1974, la descompresión explosiva a bordo del vuelo 981 de Turkish Airlines causó el colapso del suelo, cortando cables vitales del control del vuelo. La FAA emitió una directiva de Aeronavegabilidad que el año siguiente exige a los fabricantes de aviones de fuselaje ancho a fortalecer las plantas para que puedan resistir los efectos de la descompresión en el vuelo, causadas por una abertura de hasta 1,9 m² en el compartimiento de carga de cubierta inferior. Los fabricantes fueron capaces de cumplir con la Directiva, bien mediante el fortalecimiento de los pisos y/o la instalación de rejillas de ventilación de alivio llamados "paneles de dado" entre la cabina de pasajeros y el compartimento de carga.
Las puertas de cabina están diseñadas para hacer que sea casi imposible perder la presurización a través de la apertura de una puerta de la cabina de vuelo, ya sea accidental o intencionada. El diseño de puertas de enchufe aseguran que cuando la presión dentro de la cabina supere la presión fuera de las puertas son expulsadas y no se abre hasta que la presión se iguale. Las puertas de la cabina, incluyendo las salidas de emergencia, pero no todas las puertas de carga, se abren hacia dentro, o primero debe ser tirado hacia dentro y girar entonces antes de que puedan ser empujadas mediante el marco de la puerta, porque al menos una dimensión de la puerta es más grande que el marco de la puerta.
Antes de 1996, aproximadamente 6000 aviones grandes de transporte comerciales fueron certificados para volar a 13.716 metros (45000 pies), sin estar obligados a cumplir con las condiciones especiales relacionadas con el vuelo a gran altitud. En 1996, la FAA adoptó la Enmienda 25 a 87, que impuso especificaciones adicionales para los nuevos diseños de tipos de aeronaves de cabina de presión de gran altitud. Para las aeronaves certificadas para operar por encima nos 7620 metros (25.000 pies), deben "ser diseñados para que los ocupantes no sean expuestos a una altitud de presión de cabina en exceso de 4522 metros (15.000 pies) después de cualquier condición de de error probable del sistema de presurización."
En el caso de una descompresión que resulta de "cualquier condición de de error no mostrado ser extremadamente improbable," la aeronave debe ser diseñada de manera que los ocupantes no estarán expuesto a una altitud de cabina exceda de 7620 metros (25.000 pies) durante más de 2 minutos, ni superior a una altitud de 12.192 metros (40.000 pies) en cualquier momento. En la práctica, esta nueva enmienda de la FAR impone un funcionamiento techo de vuelo de 12192 metros (40.000 pies) en la mayoría de los aviones recientemente diseñados para uso comercial.
En 2004, Airbus solicitó con éxito la FAA para permitir que la presión de la cabina del A380 pudiera llegar a 13106 metros (43.000 pies) en el caso de un incidente de descompresión, y para superar los 12.192 metros (40.000 pies) durante un minuto. Esta exención especial permite que las nuevas aeronaves puedan operar a una altitud superior a otros aviones de nuevo diseño civil, que todavía no se ha concedido una exención similar.

## Normas internacionales
La exposición despresurización integral (Depressurization Exposure Integral o DEI en inglés) es un modelo cuantitativo que es utilizado por la FAA para garantizar el cumplimiento de las directivas relacionadas con el diseño de descompresión. El modelo se basa en el hecho de que la presión del sujeto que está expuesto y la duración de la exposición, son las dos variables más importantes en juego en un caso de descompresión.
Otras normas nacionales e internacionales para las pruebas de descompresión explosivas incluyen:
- MIL-STD -810, 202
- RTCA/D0-160
- NORSOK M710
- API 17K y 17J
- NACE TM0192 y TM0297
- TOTALELFFINA SP TCS 142 Apéndice H